# Mașîna, Korostîșiv
Mașîna (în ucraineană Машина) este un sat în comuna Șahvorostivka din raionul Korostîșiv, regiunea Jîtomîr, Ucraina.

## Demografie
Componența lingvistică a localității Mașîna
     Ucraineană (96,67%)
     Rusă (3,33%)
Conform recensământului din 2001, majoritatea populației localității Mașîna era vorbitoare de ucraineană (96,67%), existând în minoritate și vorbitori de rusă (3,33%).